# Pompeo Baldoni
Pompeo Baldoni (Montecarotto, 12 luglio 1857 – Roma, 7 giugno 1933) è stato un politico italiano.

## Biografia
Nasce a Montecarotto da Leone e Carolina Carotti. Di origine benestante, il padre è uno dei maggiori proprietari terrieri del luogo di origine, oltreché sindaco. Consegue la laurea in Giurisprudenza all'Università di Bologna il 20 giugno 1880 e nel 1893 si trasferisce ad Ancona, dove svolge la professione di avvocato. Nel 1885 entra nel Consiglio provinciale di Ancona per il Mandamento di Montecarotto. Dieci anni dopo viene nuovamente eletto al Consiglio provinciale, ottenendo anche la nomina a membro effettivo della Deputazione. I risultati elettorali lo premiano per tre volte consecutive: 1902, 1908 e 1914.
Sposa Beatrice Guagno (1872-1924), dalla cui unione nascono Corrado (1902-1992), che percorre una brillante carriera diplomatica; Claudio (1904-1939), docente di diritto internazionale all'Università di Cagliari, Pavia e Bologna, deceduto eroicamente il 2 luglio 1939 nelle acque di Fregene nel tentativo di salvare un bagnante che stava per affogare ed infine Maria Leonia (1909-1959).
Alle elezioni amministrative del luglio 1914, giunte a pochi giorni dagli eventi della Settimana rossa, l'ala conservatrice composta da liberali, monarchici, nazionalisti e parte dei cattolici si unisce nella lista chiamata «Unione costituzionale», in risposta sia «ai perturbatori dell'ordine e della pace pubblica, sia di rivendicazione di fronte a tutta l'Italia della buona fama di Ancona»; un appello che tuttavia non riceve risonanza tra gli elettori dorici.
Il 7 settembre 1914 Baldoni ottiene la presidenza della Deputazione per il quadriennio 1914-1918 e le funzioni di presidente il 21 settembre seguente. Il primo problema da affrontare resta la disoccupazione, aggravata anche dai venti di guerra che stanno per soffiare sul continente.
L'11 giugno 1915, pochi giorni dopo il bombardamento austriaco di Ancona e Senigallia, Baldoni saluta i «soldati che combattono vittoriosamente per la rivendicazione del diritto italico» e condanna «il vilissimo oltraggio» delle bombe sulle città «inermi e dormienti»; inoltre presenta al Consiglio, a nome della Deputazione, la proposta - poi accolta - di stanziare 100.000 lire a favore delle famiglie povere della provincia che hanno subito danni dalla guerra.
La stessa quota viene approvata l'11 febbraio 1917 in soccorso del Patronato per gli orfani dei contadini morti in guerra. Nel giugno 1917 la Provincia costituisce un fondo per la creazione degli enti autonomi di consumo, mentre si aggrava la povertà e la malnutrizione tra gli strati più umili della popolazione. Per debellare la tubercolosi, il Consiglio approva l'apertura di un sanatorio provinciale a Montelago di Sassoferrato.
Oltre alle scelte straordinarie dovute alla guerra, Baldoni continua ad occuparsi delle mansioni ordinarie che incombono sulla Deputazione e dei problemi antichi che stentano a trovare una soluzione, come quello del trasporto urbano ed extraurbano. Lascia l'incarico di presidente della Deputazione nel 1920 e nell'autunno seguente viene rieletto al Consiglio provinciale, mentre restano forti gli echi per i moti popolari del giugno precedente con la Rivolta dei Bersaglieri. Diventa presidente del consiglio provinciale, carica che tiene per due anni consecutivi (1921-1922), mentre salgono nel frattempo la tensione per il dilagare della violenza fascista, che porta, nel dicembre 1922, allo scioglimento dell'assemblea.
Uscito politicamente di scena, si trasferisce a Roma dove muore il 7 giugno 1933.